# Coulombs (Calvados)
Coulombs is een plaats en voormalige gemeente in het Franse departement Calvados in de regio Normandië en telt 325 inwoners (1999). De plaats maakt deel uit van het arrondissement Caen.

## Geschiedenis
Coulombs maakte tot 22 maart 2015 deel uit van het kanton Creully. Op deze dag werd het kanton opgeheven en verdeeld over een aantal al bestaande en nieuw opgerichte kantons. Coulombs werd opgenomen in het nieuwe kanton Bretteville-l'Orgueilleuse. Op 1 januari 2017 fuseerde de gemeente met Cully, Martragny en Rucqueville tot de commune nouvelle Moulins en Bessin.

## Geografie
De oppervlakte van Coulombs bedraagt 4,4 km², de bevolkingsdichtheid is 63,6 inwoners per km².
De onderstaande kaart toont de ligging van Coulombs (Calvados) met de belangrijkste infrastructuur en aangrenzende gemeenten.

## Demografie
Onderstaande figuur toont het verloop van het inwonertal (bron: INSEE-tellingen).
Vanwege een beveiligingsprobleem met de MediaWiki Graph-software is het momenteel niet mogelijk deze grafiek weer te geven. Zodra de software is bijgewerkt zal de grafiek vanzelf weer zichtbaar worden.
Coulombs · Cully · Martragny · Rucqueville